# 于官屯站
于官屯站是一个京沪线上的铁路车站，位于山东省德州市德城区新华街道于官屯乡，邮政编码为253032。车站为济南局集团在京沪铁路上管理的第一站，有“济铁北大门”之称，目前为四等站，不办理客货运业务。
于官屯站与1941年日军侵占德州期间所建，简称初期名为义和信号场，1950年升级为车站并改为现名。车站站房面积217平方米，站场设有2条正线、1条到发线、1条货物线和2座客运站台。